# مايك ارين
مايك ارين (بالإنجليزية: Mike Warren)‏ هو سياسي بريطاني، ولد في 1964. انتخب Mayor of the Pitcairn Islands ‏ (9 ديسمبر 2007 – 31 ديسمبر 2013).